# 让-路易·贝尔纳
让-路易·贝尔纳（法語：Jean-Louis Bernard，1938年3月31日—2020年3月25日），法国外科医生、政治人物，前國民議會议员（1993年－2012年），奥尔良市长（1988年－1989年）。

## 生平
1938年生于科多尔省索略，是一名外科医生。1980年代开始从政，加入激進黨，与人民運動聯盟合作。1988年至1989年，任奥尔良市长。1993年至2012年，任卢瓦雷第三选区法国國民議會议员。2020年3月25日逝世。